# Zplatnění manželství
V katolickém kanonickém právu se validací manželství nebo konvalidací manželství rozumí zplatnění předpokládaného katolického manželství. O putativním manželství (domnělém manželství) hovoříme tehdy, když se alespoň jedna ze stran manželství mylně domnívá, že je platné. Validace zahrnuje odstranění kanonické překážky nebo její dispens, případně odstranění vadného souhlasu. Děti z putativního manželství jsou však legitimní.

## Prosté zplatnění (Convalidatio simplex)
Pokud je překážkou uzavření manželství vadný souhlas jedné nebo obou stran, pouhé obnovení souhlasu tuto překážku odstraní a může vést k potvrzení platnosti.
Pokud pár obdržel dispens, mohou partneři potvrdit manželství prostým obnovením souhlasu podle kanonické formy jako novým projevem vůle. Pokud se překážka týkala pouze jedné ze stran a druhá strana o překážce nevěděla, musí souhlas obnovit pouze ta strana, která o překážce věděla. Pokud je překážka známa oběma stranám nebo je překážka veřejná, pak se vyžaduje veřejné obnovení souhlasu oběma stranami.

## Uzdravení v kořeni (Sanatio in radice)
Hlavní článek: Kanonické překážky a Dispens
Papež nebo biskup může udělit dispens od překážky, čímž manželství zpětně potvrdí platnost, tzv. radikální sanace neboli sanatio in radice (česky „uzdravení v kořeni“). Některé překážky může dispenzovat pouze papež, jiné může dispenzovat diecézní biskup, zatímco jiné dispenzovat nelze (příbuzenství v přímé linii nebo v druhém stupni vedlejší linie).
Sanatio in radice zpětně odstraňuje překážku a činí domnělé manželství platným od okamžiku, kdy je sanatio uděleno. Sanatio potvrzuje platnost manželství na základě dříve uděleného souhlasu, který však nebyl účinný z důvodu překážky. Když je překážka odstraněna nebo odstraněna, souhlas je ipso facto ratifikován a nevyžaduje se žádná obnova. V takovém případě je nutné, aby souhlas obou stran s manželstvím nezanikl a aby jejich manželství mělo vnější podobu skutečného manželství.